# بنجامین مانتفورت
بنجامین وولفیلد مانتفورت (انگلیسی: Benjamin Woolfield Mountfort؛ ۱۳ مارس ۱۸۲۵ – ۱۵ مارس ۱۸۹۸) یک معمار اهل انگلستان که به نیوزیلند مهاجرت نمود.